# Каза-де-л’Айгуа (станция метро)
Каза-де-л’Айгуа (кат. Casa de l’Aigua) — станция Барселонского метрополитена, расположенная на линии 11. Открытие станции состоялось 14 декабря 2003 года в составе пускового участка линии 11 от станции «Тринитат Нова» до станции «Кан Куиас». Станция находится в районе Ла-Тринитат-Нова округа Ноу Баррис Барселоны.

## Название
Станция получила своё название от расположенного неподалёку «Водного дома» (кат. Casa de l’Aigua), который до 1989 года выполнял функцию очистки воды; а начиная с 2015 года, является памятником архитектуры.

## Конструкция
Станция имеет единственную береговую платформу кривой формы. Единственный вестибюль, находящийся на уровне платформы, ведёт на улицу Айгуаблава (кат. Carrer Aiguablava).
В 2009 году на станции были установлены платформенные раздвижные двери.

## Путевое развитие
За станцией в направлении к "Тринитат Нова" расположены служебные пути, используемые для отстоя эксплуатируемых на линиях 4 и 11 составов.

## См.также
| Линия 11 (Барселонский метрополитен)                                                   |
| -------------------------------------------------------------------------------------- |
| Тринитат Нова · Каза-де-л'Айгуа · Торре Баро — Вальбона · Сиутат Меридиана · Кан Куиас |